# Síria nos Jogos Paralímpicos de Verão de 2012
A Síria participou dos Jogos Paralímpicos de Verão de 2012, que aconteceram na cidade de Londres, no Reino Unido.

## Desempenho

### Levantamento de peso
Masculino
| Atletas    | Evento | Resultado | Posição |
| ---------- | ------ | --------- | ------- |
| Shadi Issa | -60 kg | 170,0     | 7º      |

Feminino
| Atletas       | Evento | Resultado | Posição |
| ------------- | ------ | --------- | ------- |
| Noura Baddour | -40 kg | NM        | NM      |
| Alshikh Rasha | -75 kg | 110,0     | 5º      |